# Maria Wrangel
Maria Wrangel af Sauss, född Asplund 18 mars 1861 i Jönköpings Kristina församling, Jönköpings län, död 12 april 1923 i Östersunds församling, Jämtlands län, var en svensk grevinna och porträtt- och landskapsmålare. 
Hon var dotter till landshövdingen Gustaf Asplund och Tekla Nordqvist samt från 1888 till 1907 gift med Fredrik Ulrik Wrangel. Makaerna bodde på Djurgården, och tidningen Idun gjorde ett reportage vid hans 50-årsdag.
Maria Wrangel studerade på Musikaliska akademien 1877, vid Tekniska Skolan ett år samt Kungliga Konstakademien 1883–1888. Hon begav sig därefter till Paris för vidare studier för Raphaël Collin, Pascal Dagnan-Bouveret, Gustave Courtois med flera. 
Hon var representerad Parissalongerna 1889 och 1890 samt medverkade i konstutställningen i Göteborg 1891 och i Svenska konstnärernas förenings utställningar i Stockholm 1892 och 1895 samt i Konstföreningen för södra Sveriges utställning i Malmö 1895. Hon återupptog sina musikstudier i violin för KJ Lindberg i Stockholm och Wilma Hallé i Berlin 1901. 
Hennes konst består av porträtt och landskapsskildringar med vintriga Norrlandsmotiv utförda i olja. Wrangel finns representerad vid bland annat Nationalmuseum i Stockholm.

## Galleri

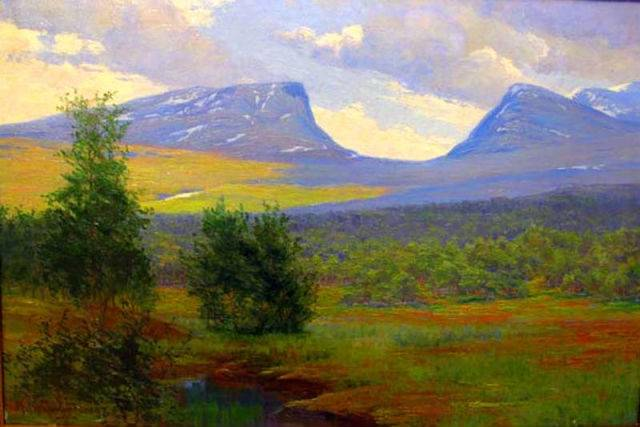
Lapporten
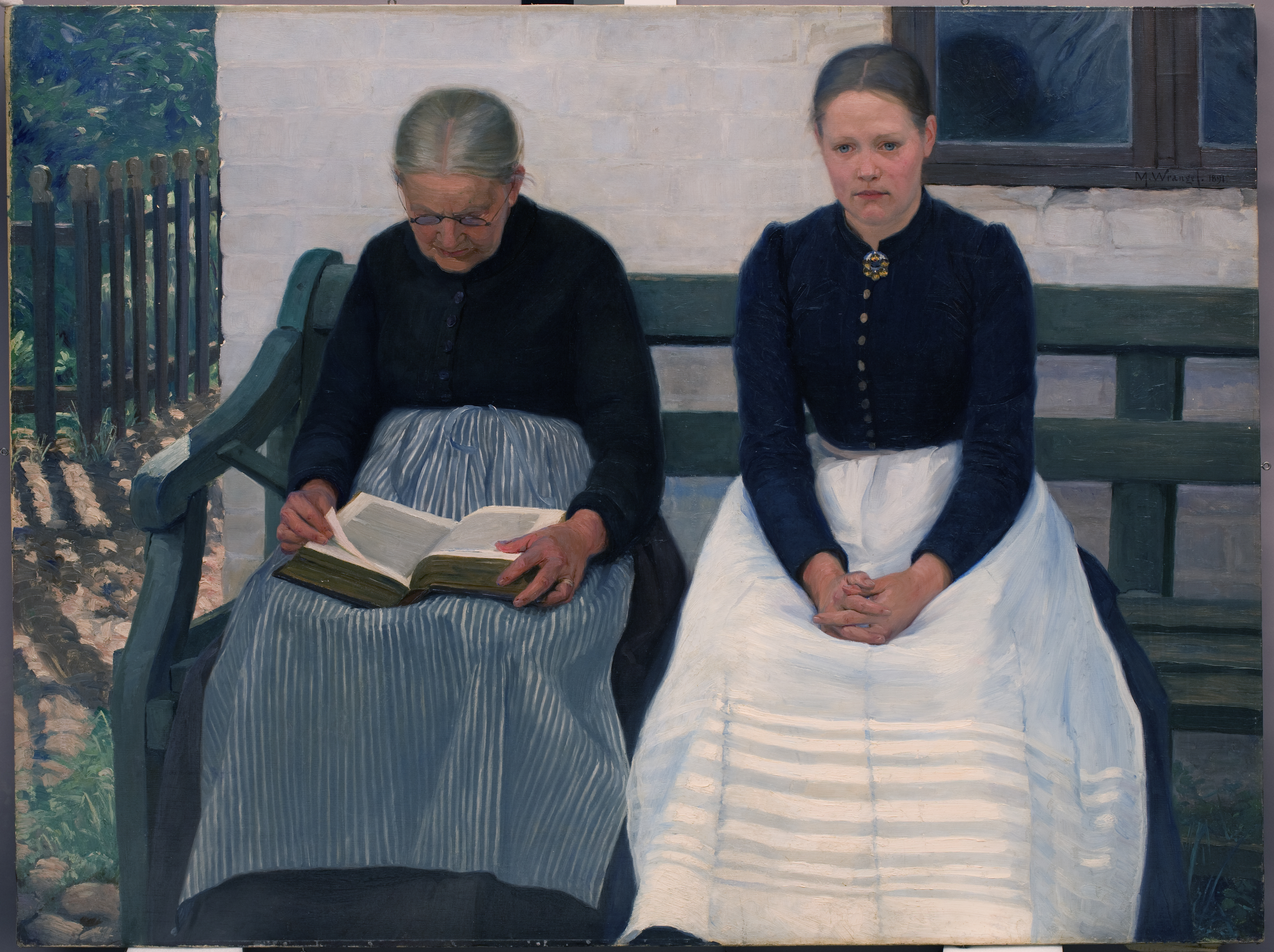
Andakt (1891)
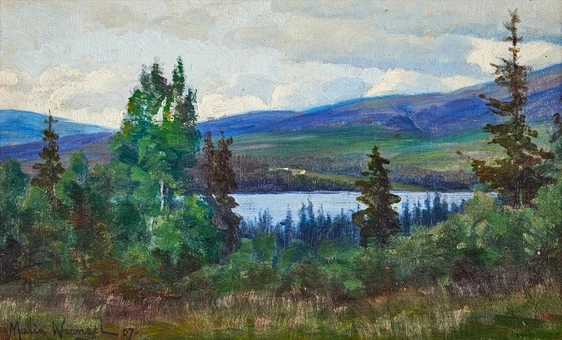
Motiv från Jämtland (1907)
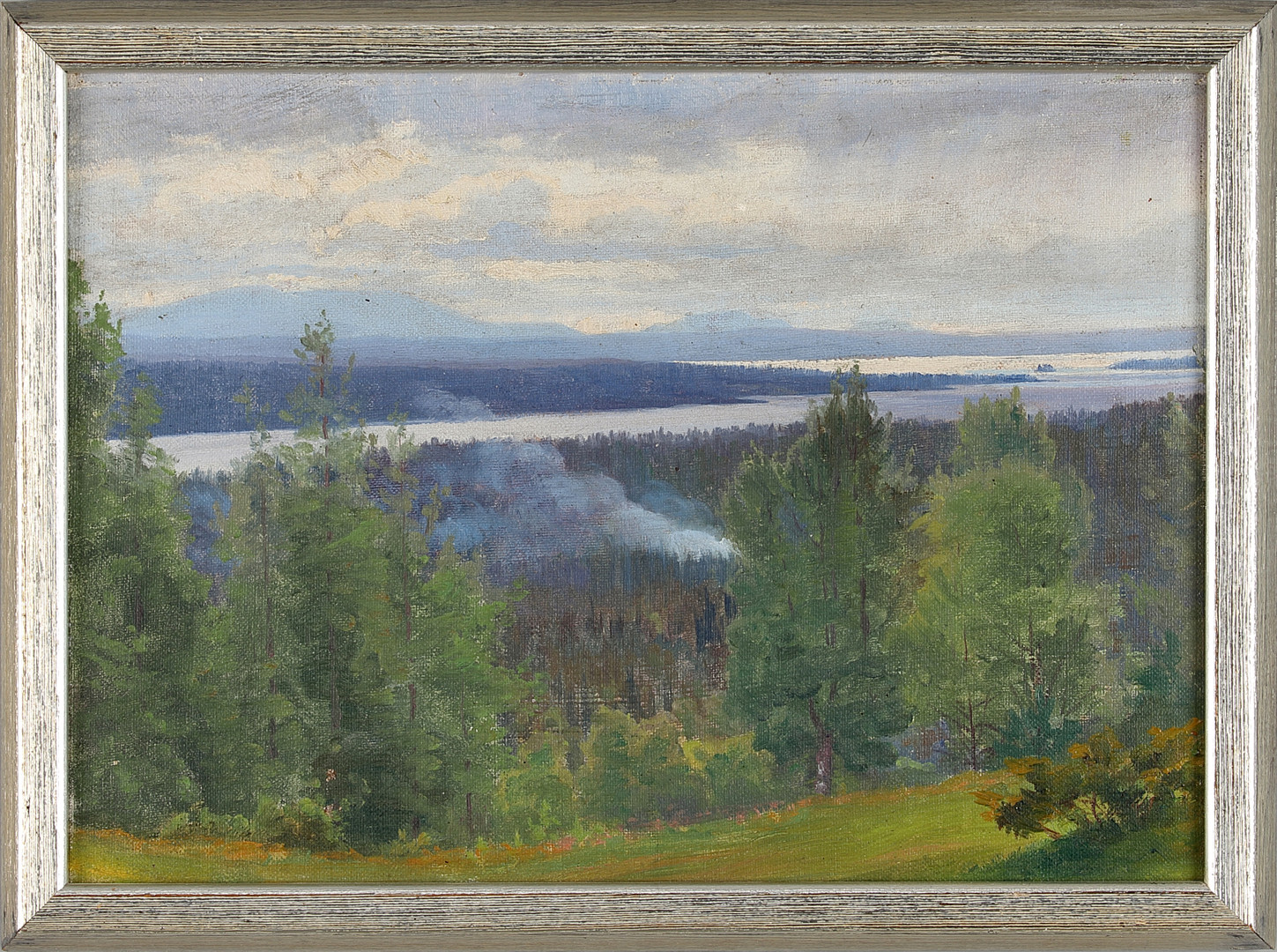
Nifsåsen Östersund
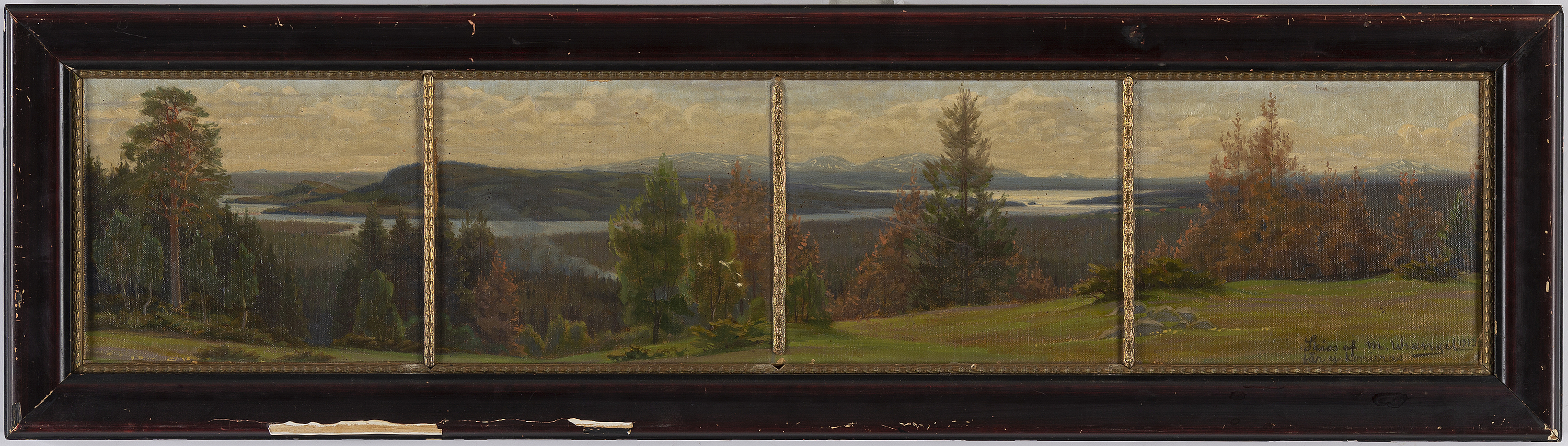
Landskap (1912)